# Katherine DeMille
Katherine DeMille, nata Katherine Lester (Vancouver, 29 giugno 1911 – Tucson, 27 aprile 1995), è stata un'attrice canadese naturalizzata statunitense.

## Biografia
Nativa della Columbia Britannica, il suo vero nome era Catherine Lester. Suo padre, un ufficiale dell'Esercito Canadese, morì nella prima guerra mondiale, mentre sua madre morì di tubercolosi nel 1920. All'età di nove anni, Katherine fu adottata da Cecil B. DeMille e da sua moglie Constance. La sua prima apparizione sullo schermo, in un ruolo non accreditato, avvenne nel film Madame Satan (1930). Nella sua carriera girò una trentina di film prima di ritirarsi nel 1956.
Nel 1953 l'attrice ritirò il Premio Oscar per il miglior attore non protagonista per conto del marito Anthony Quinn, che non era presente alla cerimonia. Il matrimonio con Quinn durò fino al 1965, quando i due divorziarono a causa della relazione dell'attore con la costumista italiana Jolanda Addolori. Sofferente della malattia di Alzheimer, Katherine DeMille morì nel 1995, all'età di 83 anni, a Tucson, in Arizona.

### Vita privata
Il 3 ottobre 1937 la DeMille sposò l'attore Anthony Quinn e da lui ebbe 5 figli: Christopher (nato nel 1939), Christina (nata il 1º dicembre 1941), Catalina (nata il 21 novembre 1942), Duncan (nato il 4 agosto 1945), e Valentina (nata il 26 dicembre 1952). Christopher morì tragicamente all'età di soli due anni, per annegamento nella piscina della residenza del comico W. C. Fields.

## Filmografia
- Madame Satan (Madam Satan), regia di Cecil B. DeMille (1930)
- Il figlio dell'India (Son of India), regia di Jacques Feyder (1931)
- Ragazze per la città (Girls About Town), regia di George Cukor (1931)
- All the King's Horses, regia di Frank Tuttle (1934)
- Viva Villa!, regia di Jack Conway (1934)
- Squillo di tromba (The Trumpet Blows), regia di Stephen Roberts (1934)
- Belle of the Nineties, regia di Leo McCarey (1934)
- Il mistero della camera nera (The Black Room), regia di Roy William Neill (1935)
- I crociati (The Crusades), regia di Cecil B. DeMille (1935)
- Hollywood Extra Girl documentario, regia di Herbert Moulton (1935)
- Il richiamo della foresta (The Call of the Wild), regia di William A. Wellman (1935)
- Drift Fence, regia di Otho Lovering (1936)
- Sky Parade, regia di Otho Lovering (1936)
- Giulietta e Romeo (Romeo and Juliet), regia di George Cukor (1936)
- Ramona, regia di Henry King (1936)
- La canzone del fiume (Banjo on My Knee), regia di John Cromwell (1936)
- Charlie Chan alle Olimpiadi (Charlie Chan at the Olympics), regia di H. Bruce Humberstone (1937)
- Il californiano (The Californian), regia di Gus Meins (1937)
- Love Under Fire, regia di George Marshall (1937)
- Under Suspicion, regia di Lewis D. Collins (1937)
- Marco il ribelle (Blockade), regia di William Dieterle (1938)
- Trapped in the Sky, regia di Lewis D. Collins (1939)
- In Old Caliente, regia di Joseph Kane (1939)
- L'isola del destino (Isle of Destiny), regia di Elmer Clifton (1940)
- Ellery Queen, Master Detective, regia di Kurt Neumann (1940)
- Dark Streets of Cairo, regia di László Kardos (1940)
- Aloma dei mari del sud (Aloma of the South Seas), regia di Alfred Santell (1941)
- Sangue indiano (Black Gold), regia di Phil Karlson (1947)
- Gli invincibili (Unconquered), regia di Cecil B. DeMille (1947)
- The Judge, regia di Elmer Clifton (1949)
- La pistola non basta (Man from Del Rio), regia di Harry Horner (1956)

## Doppiatrici italiane
- Marcella Rovena in I crociati
- Giovanna Scotto in Charlie Chan alle Olimpiadi
- Dhia Cristiani in Gli invincibili
- Clelia Bernacchi in Viva Villa! (ridoppiaggio)